# Китайская партия стремления к справедливости

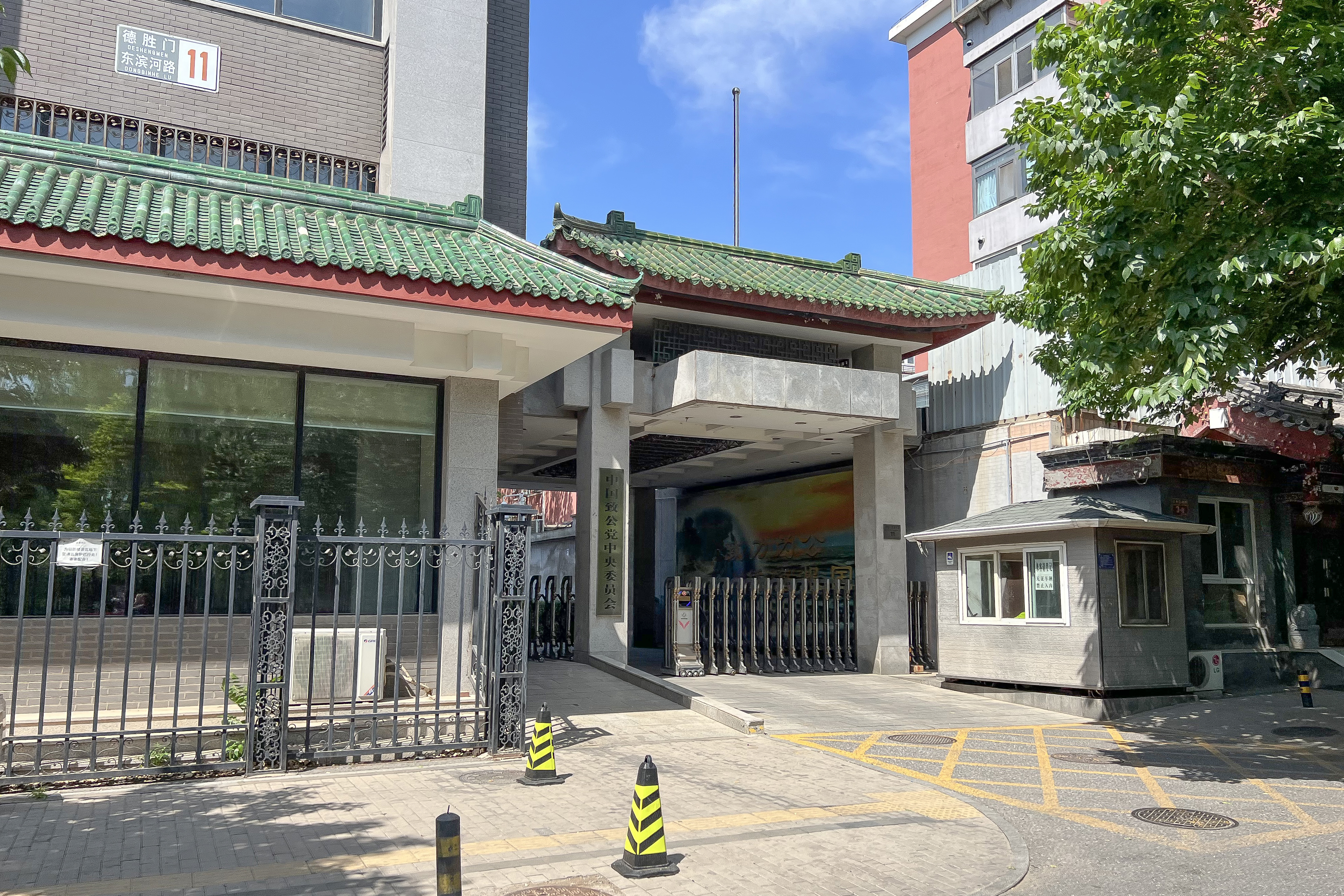
Центральный комитет

Кита́йская па́ртия стремле́ния к справедли́вости (кит. 中国致公党, пиньинь Zhōngguó Zhìgōngdǎng, палл. Чжунго чжигундан) является одной из восьми законно признанных политических партий в Китайской Народной Республике, представленных в составе Всекитайского народного политического консультативного комитета.

Флаг партии "Китайская партия стремления к справедливости"

Партия была основана в октябре 1925 года в Сан-Франциско. Первая платформа партии придерживалась принципов федерализма и многопартийной демократии. Её возглавили двое бывших военачальников Гоминьдана, порвавших с ним — анархист Чэнь Цзюнмин и генералиссимус Тан Цзияо. В 1926 г. партия перенесла свою штаб-квартиру в Гонконг. Во время японской оккупации Гонконга партия была почти полностью уничтожена.
После 1949 г., по приглашению КПК, представители партии приняли участие в первой пленарной сессии НПКСК в 1949 году. Они принимали участие в составлении общей программы и избрании правительства. Партия поддерживается зарубежными китайцами. Партия также используется как инструмент китайского правительства для поддержания международных контактов (например, в случае с Парагваем, который до сих пор признаёт тайваньское правительство, а не КНР; в 2001 году парагвайская делегация посещала Китай по приглашению именно Китайской партии стремления к справедливости).
В апреле 2007 года Вань Ган, заместитель председателя ЦК партии, был назначен министром технологии КНР.